# Кросс-кантри (горный велосипед)

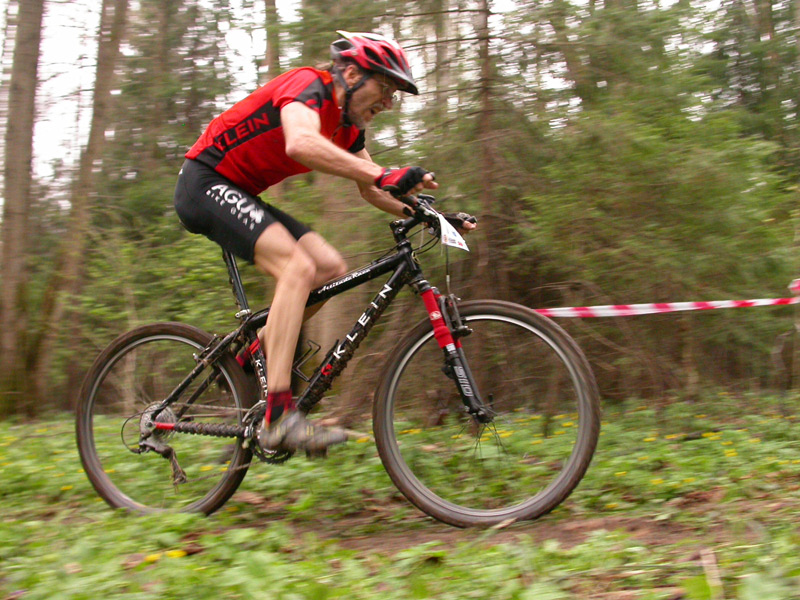
Гонщик кросс-кантри

Кросс-ка́нтри (англ. cross-country) — одна из спортивных дисциплин в маунтинбайке (горном велосипеде), гонки по пересечённой местности со спусками, затяжными подъёмами, скоростными и техническими участками. Трасса включает в себя как естественные, так и искусственные препятствия, в настоящее время получают распространение элементы из других экстремальных видов маунтинбайка, таких как даунхилл, нортшор и 4х. Трассы мирового кросс-кантри становятся сложнее с каждым годом. Новые трассы появляются каждый год.

## Соревнования
Соревнования по кросс-кантри проходят на трассах шорт-трек (длина трассы 2—5 км, обычно 6—10 кругов), классического кросс-кантри (продолжительность гонки от 1:30 до 2 часов, обычно длина трассы 5—9 км, 3—7 кругов), марафона и т.д.
В 1996 году кросс-кантри (в классическом варианте, называемом олимпийский кросс-кантри (XCO)) стало олимпийским видом спорта (единственная из дисциплин маунтинбайка). Кросс-кантри в силу своей доступности и относительно низкой травматичности — самая популярная дисциплина в велоспорте.
Для кросс-кантри обычно используется горный велосипед с прочной и лёгкой рамой (с одним или двумя амортизаторами), с контактными педалями, позволяющими фиксировать ногу гонщика, с дисковыми или ободными тормозами. На соревнованиях обязательно использование шлема, защищающего голову участника.
Варианты:
- XCO — классическая гонка (1-2 часа), рекомендуемая дистанция - несколько кругов по 4-6 км, включающих часто сменяющиеся сложные подъёмы и техничные спуски.
- XCM — марафон (2-8 часов), рекомендуемая дистанция — от 60 до 120 км. Марафоны являются самым массовым видом в маунтинбайке, т.к. могут проходить как по равнинным трассам, доступным участникам любого уровня, так и включать серьёзные подъёмы и горные перевалы.
- XCE — элиминатор. Гонка на выбывание (1-2 минут), сейчас выведена из состава Чемпионата России
- ХСС - шорт-трек. Короткая гонка (до 60 минут), несколько коротких кругов (1,5-3 км), рекомендуемая дистанция всей гонки - 10-15 км

Официальными организациями, представляющими кросс-кантри, являются:
- В России — Федерация велосипедного спорта России
- В США — НОРБА[англ.] (NORBA)
- В Европе — Европейский велосипедный союз (European Cycling Union, UEC)
- В Мире — Международный союз велосипедистов (Union Cycliste Internationale, UCI)

## Кросс-кантри соревнования
В России популярность кросс-кантри ежегодно растёт, год от года любительские соревнования привлекают всё большее число участников. В разных городах проводится множество любительских гонок, организуемых энтузиастами велоспорта, среди них многоэтапные соревнования на Кубок Velogearance, Кубок «редБайк», Кубок веломарафонов Ленинградской области, соревнования XCO "Кросс-кантри Орехово", Smolensk XC Cup, кубок XCnews и др. Федерацией велоспорта России ежегодно проводится многоэтапный Кубок России, а также чемпионат России по горному велосипеду в дисциплине кросс-кантри. 
В Москве и регионах активно развиваются трассы для проведения соревнований в данной дисциплине. Среди самых известных на данный момент в России: Чулково/Боровской курган (Московская область), Парк Реадовка (Смоленск), Орехово(Санкт-Петербург), Протвино (Московская область).
Достижениями российских спортсменов в данной дисциплине являются:
- два титула чемпионки мира по кросс-кантри среди женщин Ирины Калентьевой, завоёванные ею в 2007 году на чемпионате мира в Шотландии и в 2009 году на чемпионате мира в Канберре (Австралия).
- титул бронзового призёра XXIX летних Олимпийских игр в Пекине по маунтинбайку (кросс-кантри) Ирины Калентьевой.[3]
- титул чемпиона Европы в кросс-кантри марафоне, завоёванный Алексеем Медведевым 12 июня 2011 года в Австрии[4].
- 3 место Антона Синцова на этапе кубке мира в Швейцарии
- титул чемпиона мира по кросс-кантри в группе U23 Юрия Трофимова, завоёванный им 2 сентября 2005 году на чемпионате мира в Италии.